# Wallace & Gromit in Projekt Zoo
Wallace & Gromit in Projekt Zoo ist ein von Frontier Developments entwickeltes Computerspiel, das auf den Figuren von den von Aardman Animations produzierten Animationsfilmen Wallace & Gromit basiert. Veröffentlicht wurde es im Jahr 2003 von BAM! Entertainment.

## Handlung
Wallace und dessen Hund Gromit wollen am 1. Oktober den Geburtstag von Archie, einem kleinen Eisbär, welchen sie adoptiert haben, feiern. Darum brechen sie in den Zoo auf, in dem Archie lebt. Die geplante Geburtstagsfeier fällt allerdings ins Wasser, da der Zoo außerplanmäßig geschlossen ist. Den Ernst der Lage schnell erkannt, brechen Wallace und Gromit mit Hilfe eines riesigen Holzpinguins in den Zoo ein und entdecken dort Feathers McGraw, einen verbrecherischen, aber hochintelligenten Pinguin. McGraw verfolgt den Plan, den Zoo in eine Diamanten-Mine zu verwandeln. Um alle in der Mine anfallenden Arbeiten, bewerkstelligen zu können will McGraw alle erwachsenen Tiere des Zoos zwingen, in der Mine zu arbeiten. Aus diesem Grund entführt er die Babys aller Tiere, um dadurch die Eltern der Babys so erpressen zu können, dass sie all die schwierigen Arbeiten in der Diamanten-Mine für ihn erledigen. Jetzt liegt es an Wallace und Gromit, die Babys der Tiere und Archie zu befreien, um somit Feathers McGraw das Handwerk zu legen.

## Spielprinzip
Der Spieler steuert aktiv nur Gromit, allerdings wird er stets von Wallace begleitet, welcher verschiedene Dinge repariert oder neu zusammenbaut. Aus diesem Grund muss der Spieler Schrauben und Muttern sammeln, von denen Wallace eine bestimmte Anzahl benötigt, um kaputte Sachen wieder in Gang zu bekommen. Außerdem sind in jedem Level zehn Werkzeuge versteckt, die es zu finden gilt. Mit diesen baut Wallace verschiedenste Dinge, vorwiegend Waffen. Im Laufe des Spiels, trägt Gromit dann diverse Ausrüstungsteile, wie das Bananen-Gewehr, die Porridge-Kanone, den Rübenwerfer, eine Fackel oder einen Feuerlöscher mit sich. Perfekt ausgerüstet müssen sich Wallace und Gromit durch einen tiefen Dschungel, eine düstere Mine, einer Lava-Welt, einer unheimlichen Fabrik, einer Eiswelt und einer Diamantenmaschine, die sich allerdings als große unterirdische Umgebung präsentiert, arbeiten, um die Babys zu retten. In jedem Level gibt es jeweils drei Babys, die gerettet werden müssen. Zu guter Letzt müssen Wallace und Gromit noch Archie aus den Fängen von McGraw befreien. Ist dies alles erledigt, kann man zu dem finalen Showdown mit Feathers McGraw selbst antreten.
Durch das Sammeln von goldenen Münzen kann man Filmclips freischalten, die dem Spieler Ausschnitte aus dem Film Die Techno-Hose, einen Kurzfilm sowie ein Making-of zum Spiel freischalten kann. In den ersten fünf Welten gibt es 30 Münzen, in der letzten keine.

## Rezeption
Wallace & Gromit in Projekt Zoo wurde von Kritikern und Testern meist nur durchschnittlich bewertet. So vergab die amerikanische Webseite GameSpot 6,5 von 10,0 Punkten. Das Team von IGN vergab eine Wertung von 6.7 von 10. Die durchschnittliche Bewertung bei Metacritic liegt derzeit bei 67.

## Verkaufszahlen
Nachfolgend eine Tabelle der Verkaufszahlen von Wallace & Gromit in Projekt Zoo in Millionen Einheiten.
| GC   | PS2  | Xbox | Insgesamt |
| ---- | ---- | ---- | --------- |
| 0.07 | 0.23 | 0.03 | 0.33      |